# Mastbos

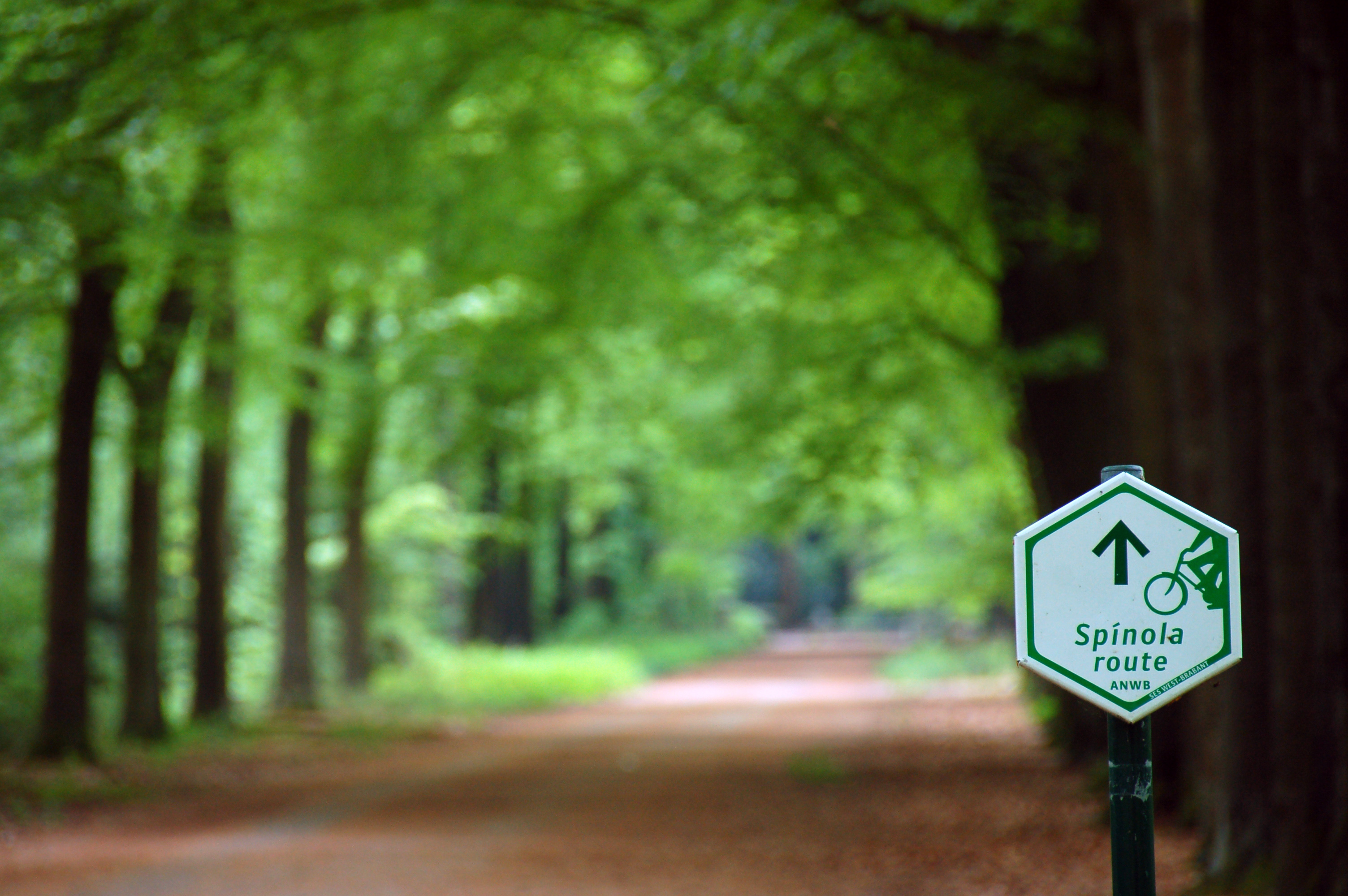
Breite Wander- und Fahrradwege sind typisch für Mastbos

Mastbos ist ein circa 570 ha großes Waldgebiet südlich der niederländischen Stadt Breda in Noord-Brabant.

## Geschichte
Der Name Mastbos steht synonym für Bos van pijnbomen („Wald von Kieferbäumen“). Anfang des 16. Jahrhunderts wurden Nadelbäume (naaldbomen) aus Deutschland importiert. Der Mastbos (wörtlich: „Mastwald“) bei Breda war der erste große Wald mit Nadelbäumen verschiedener Arten in den Niederlanden. Im Laufe der Jahrhunderte wurden mit dem Holz der Bäume Stützpfähle für den Bergbau in Limburg und Schiffsmasten für die Niederländische Ostindien-Kompanie
und die spanische Flotte hergestellt. Ferner wurde es für den Ausbau des Kasteel van Breda (Schloss Breda) verwendet. Wegen der in größerer Anzahl vorhandenen Waldkiefern (niederländisch: grove dennen), die in Nordbrabant „Mastenhout“ (wörtlich: Mastenholz, sinngemäß: Holz für Schiffsmasten) genannt werden, wurde der Wald Mastbos genannt.
Graf Heinrich III. von Nassau hatte um 1515 den Wald für die Produktion von Holz und als Jagdgebiet für die fürstliche Familie (Huis van Oranje) anlegen lassen. Bis 1899 war Mastbos im Besitz der Familie. Nach 1899 gehörte der Wald der staatlichen Forstverwaltung (staatsbosbeheer).
Zu Beginn des 20. Jahrhunderts wurde eine Pferdebahnlinie von Breda-Hauptbahnhof nach Bouvigne errichtet, sie existiert aber heute nicht mehr. Der Verkehrsbetrieb nach „Breda-Mastbosch“ begann am 3. Juli 1901.
Gegenwärtig wird der Mastbos überwiegend zur Erholung genutzt. Nutzholzeinschlag ist nur noch selten anzutreffen. Der Wald als Produktionsstätte für Schiffsmasten war spätestens mit dem beginnenden 20. Jahrhundert nicht mehr erforderlich, Mastbos wurde ein Erholungs- und Freizeitgebiet. So wurden unter anderem drei Campingplätze (kampeerterrein) in Mastbos eingerichtet, die in der Nähe von Spazier- und Fahrradwegen liegen. Die Campingplätze sind gratis, dürfen aber nicht länger als 72 Stunden benutzt werden.

## Lage

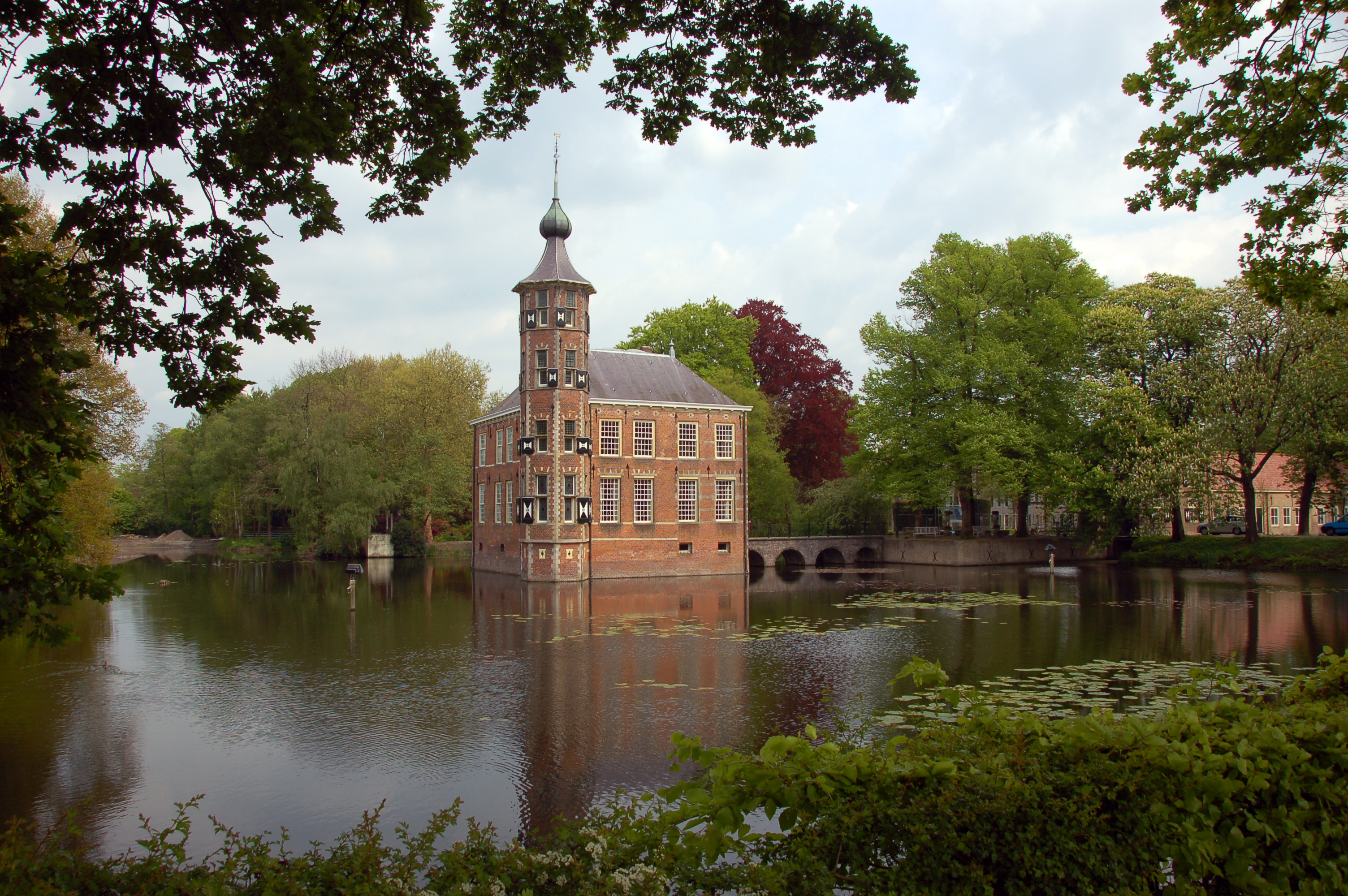
Wasserschloss Bouvigne

Mastbos befindet sich am Rand der Stadt, jenseits der Autobahn Rijksweg 16, welche von Rotterdam nach Breda-Hazeldonk an der belgischen Grenze führt, in der Nähe des südlichen Stadtteils Ruitersbos in Breda. Es ist der bekannteste und am stärksten frequentierte Wald in Breda und ein beliebtes Ausflugsziel im Naturschutzgebiet Baronie van Breda. Der Wald ist von großzügig angelegten Wanderwegen durchzogen.
Am westlichen Rand des Mastbos liegt das Kasteel Bouvigne (Wasserschloss Bouvigne) mit seinen öffentlich zugänglichen Parkanlagen. In der Nähe des Kasteel wird ein modernes Hotel errichtet. Das Schloss ist nationales Kulturdenkmal der Niederlande mit der Nummer 10354.
Aus dem ursprünglich reinen Pinienwald ist ein Mischwald geworden, in dem Laubbäume vorherrschen. Buchen, Hainbuchen und Eichen sind ebenso anzutreffen wie stellenweise Birken. Pinien haben heute keine Bedeutung mehr als Nutzholz, sie werden heute überwiegend wegen der Samen (Pinienkerne) angebaut. Die im 16. Jahrhundert angebauten Pinien waren damals beliebt, weil diese Baumart zur eigenen Astreinigung neigt, weshalb eine Wertästung entfallen kann, einen sehr hohen Harzgehalt hat und mit wachsender Jahresringbreite besseres und härteres Holz ausbildet. Pinien werden heute noch für Masten von Segelbooten und -schiffen verwendet, hier wird Holz allerdings immer mehr von Aluminium verdrängt. Ein Pinienwald war spätestens mit dem beginnenden 20. Jahrhundert nicht mehr erforderlich, Mastbos wurde Erholungswald.